# П'єр Закжевський
П'єр Закже́вський (16 серпня 1966, м. Париж, Франція — 14 березня 2022, с. Горенка, Україна) — французько-ірландський журналіст, фотокореспондент, який спеціалізується на театрах воєнних дій.

## Життєпис
П'єр Закжевський народився 16 серпня 1966 року в місті Парижі. Мати Марі-Анж родом із Франції, а батько Анджей, був із Польщі.
У підлітковому віці захопився фотографією, яка стала його стилем життя.
Закінчив коледж Святого Конлета в Боллсбріджі та Університетський коледж Дубліна.
Працював на телеканалі «Fox News». Висвітлював воєнні конфлікти в Іраку, Афганістані, Сирії, на Близькому Сході, між Північною та Південною Кореєю, в Україні, заворушення в Гонконзі, терор у Парижі, землетруси в Азії.

### Загибель
14 березня 2022 року в селі Горенка Київської области, об'єктом обстрілу став транспортний засіб, який перевозив П'єра Закжевського, а також Бенджаміна Холла та українську журналістку Олександру Кувшинову. П'єр Закжевський та Олександра Кувшинова вбиті, а Холл тяжко поранений  , .

## Нагороди
- премія Fox News «Неоспіваний герой» (2021) — за допомогу афганським фрілансерам та їхнім родинам покинути країну під час виведення американських військ з Афганістану[10].